# Sigmatomera (Austrolimnobia) plaumanniana
Sigmatomera (Austrolimnobia) plaumanniana is een tweevleugelige uit de familie steltmuggen (Limoniidae). De soort komt voor in het Neotropisch gebied.